# Hirticlavula
Hirticlavula là một chi nấm thuộc họ Clavariaceae trong bộ Agaricales. Chi này chỉ có một loài nấm duy nhất là Hirticlavula elegans.
Nấm H. elegans được tìm thấy ở Đan Mạch và Na Uy, nấm mọc từ thân các cây sồi, liễu, corylus, cáng lò.